# Sphacelariales
Ordre
Les Sphacelariales sont un ordre d'algues brunes de la classe des Phaeophyceae.

## Liste des familles
Selon AlgaeBase (16 août 2017) :
- famille des Cladostephaceae Oltmanns
- famille des Lithodermataceae Hauck
- famille des Phaeostrophiaceae H.Kawai, Sasaki, Maeba & E.C.Henry
- famille des Sphacelariaceae Decaisne
- famille des Sphacelodermaceae Draisma, Prud'homme & H.Kawai
- famille des Stypocaulaceae Oltmanns

Selon ITIS (16 août 2017) :
- famille des Cladostephaceae
- famille des Sphacelariaceae
- famille des Stypocaulaceae

Selon World Register of Marine Species (16 août 2017) :
- famille des Cladostephaceae
- famille des Sphacelariaceae Decaisne, 1842
- famille des Sphacelodermaceae
- famille des Stypocaulaceae Oltmanns, 1922